# Resolució 1601 del Consell de Seguretat de les Nacions Unides
La Resolució 1601 del Consell de Seguretat de les Nacions Unides fou adoptada per unanimitat el 31 de maig de 2005. Després de recordar les resolucions 1529 (2004), 1542 (2004) i 1576 (2004) sobre la situació a Haití, el Consell va ampliar el mandat de la Missió d'Estabilització de les Nacions Unides a Haití (MINUSTAH) fins al 24 de juny de 2005.
El Consell va determinar que la situació al país era una amenaça per a la pau i la seguretat internacionals a la regió. Actuant sota el Capítol VII de la Carta de les Nacions Unides, el Consell va ampliar el mandat de la MINUSTAH, renovable per a altres períodes. També va acollir amb beneplàcit un informe del Secretari General Kofi Annan que va declarar que l'operació [ havia avançat cap a un entorn adequat per a la transició política, tot i que es mantenien els desafiaments.